# H&M
H & M Hennes & Mauritz AB (H&M) — міжнародний бренд одягу та косметики в Україні та інших країнах світу, відмінною рисою якого є модний та якісний одяг за доступними цінами. Штаб-квартира — у Стокгольмі, Швеція.

## Історія
Історія цього бренду починається з 1947 року, коли Ерлінгом Перссоном був відкритий магазин жіночого одягу Hennes (швед. «для неї») у місті Вестерос, Швеція. Пізніше, в 1968 році, Ерлінг Перссон купує магазин для мисливців і рибалок Mauritz Widforss. В асортимент додається лінії одягу для чоловіків і дітей, назва компанії змінюється на Hennes & Mauritz.

## Магазини

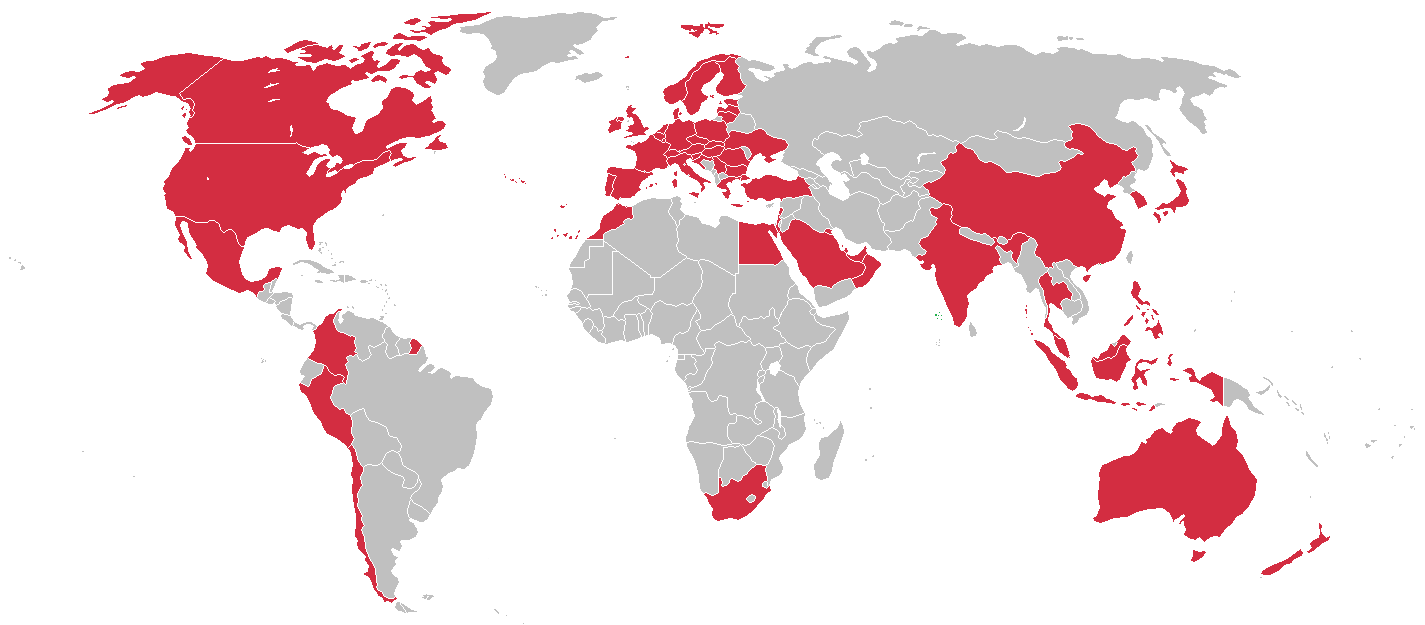
Магазини H&M

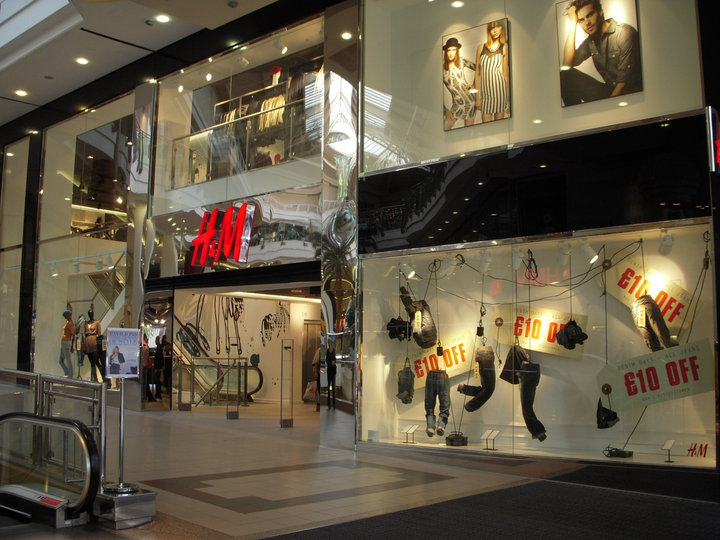
H&M у Бірмінгемі, Велика Британія

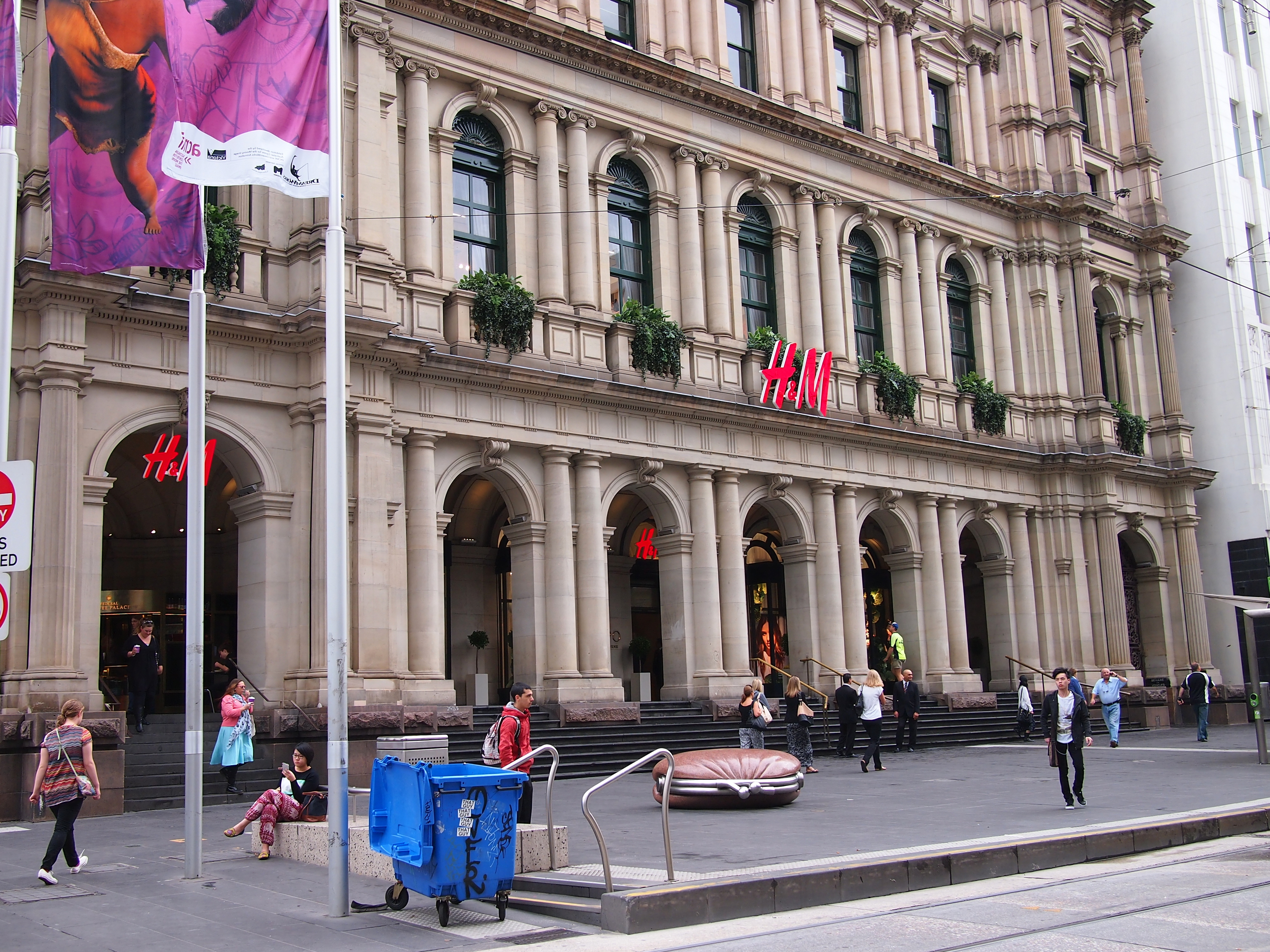
H&M Melbourne

У компанії H&M понад 4000 магазинів у 64 країнах світу.
У 2018 році компанія відкрила свої перші три магазини в Україні в Києві: у ТРЦ Lavina mall (вул. Берковецька, 6-д), у ТРЦ Rivermall, у ТРЦ Dream Town та у ТРЦ Sky mall (Романа Шухевича, 2-т) та River-mall.
В серпні 2021 року компанія відкрила перший магазин в Одесі у ТРЦ Riviera, а в жовтні 2021 року було відкрито перший магазин у Львові у ТРЦ Victoria Gardens.

## Співпраця
Однією з «фішок» бренду H&M є те, що з 2004 року компанія практикує співпрацю з відомими світовими дизайнерами одягу й щорічно випускає спільну колекцію. Ці колекції мають популярність, оскільки покупець отримує одяг з ім'ям відомого дизайнера за невисокою ціною.
Так, 2004 року була представлена ексклюзивна колекція Карла Лагерфельда. Далі, в 2005 році, була випущена колекція від Стелли Маккартні, у 2006 — колекція від авангардного нідерландського модного будинку Viktor & Rolf. У березні 2006 року компанія почала співпрацю з Мадонною. У червні 2007 року розробник ігор Maxis спільно з H&M випустила доповнення до гри The Sims — H&M Fashion Stuff, у яких були включені 60 моделей одягу та три магазини H&M.
Далі, в листопаді 2007 року, була представлена колекція італійського дизайнера Роберто Каваллі. Також 2007 року в Шанхаї була представлена колекція купальників від Кайлі Міноуг. Восени 2008 року була випущена колекція у співпраці з японським брендом Comme des Garçons. У колекцію весна-літо 2009 року були включені речі дизайну британського модельєра Метью Вільямсона. 14 листопада в 200 магазинах була представлена колекція взуття та сумок від Jimmy Choo. Чергове співробітництво H&M відбулося з Сонею Рікель, яка випустила колекцію жіночого трикотажу, а потім — колекцію нижньої білизни. У кінці 2010 року на суд публіки представлена капсульна колекція, створена спільно з будинком моди Lanvin. Пізніше були Balmain, KENZO, Erdem.
У червні 2024 року основна юрособа шведського ритейлера H&M у Росії – ТОВ «Ейч енд Ем» – запустила процес ліквідації компанії. Згідно з реєстром, компанія перебуває у стадії ліквідації. Питання про ліквідацію було затверджено 17 червня 2024 року.